# Imre Varga
Ne pas confondre avec le judoka hongrois Imre Varga, né le 19 août 1945.
Pour les articles homonymes, voir Varga.
Imre Varga, né le 1er novembre 1923 à Siófok dans le comitat de Somogy et mort le 9 décembre 2019 à Budapest, est un sculpteur hongrois.

## Biographie
Alors qu'il n'était encore qu'écolier, les dessins de Varga ont été exposés dans de petites expositions. Il a étudié l'aéronautique à l'Académie militaire de Budapest. Pendant la Seconde Guerre mondiale, il a servi comme officier dans l'armée de l'air hongroise avant d'être fait prisonnier de guerre par les États-Unis. Il est rentré en Hongrie en 1945, et s'est tourné vers les arts visuels. De 1950 à 1956, Varga a étudié à l'Université hongroise des beaux-arts de Budapest auprès de Sándor Mikus et Pál Pátzay. Il sort diplômé de l'Université. Depuis lors, Varga a travaillé dans de nombreux domaines artistiques différents. Il a réalisé de petites statues et des pièces de monnaie, ainsi que des œuvres monumentales pour les espaces publics.
Il a participé à la première « Exposition hongroise des beaux-arts », dans laquelle son œuvre Iron Workers a été exposée. Son premier travail de grande envergure, Prométhée, a été créé en 1965. Dans les années 1970, Varga a rompu avec le monumentalisme conventionnel qui dominait dans les pays communistes. Il a créé un large éventail d'œuvres, allant des statues de représentations de l'Holocauste à des statues de Lénine, François II Rákóczi, Raoul Wallenberg, Sir Winston Churchill, Béla Bartók, Konrad Adenauer et Charles de Gaulle.
Sa statue de Raoul Wallenberg est un cadeau fait par un ambassadeur américain, Nicolas M. Salgo, à la Hongrie. Salgo, qui a quitté la Hongrie avant l'occupation nazie, a engagé Imre Varga pour créer le monument en hommage à Wallenberg, qui a été placé sur l'allée Szilágyi Erzsébet à Budapest le 9 avril 1987. Ce site est peut-être lié au mystère de la disparition du diplomate suédois en février 1945. Imre Varga a sculpté le monument de Wallenberg dans des dalles de granit offertes par des membres de la famille Wallenberg, qui avaient invité Imre Varga en Suède afin de choisir le matériau qui lui conviendrait. Le monument montre Wallenberg, sa main gauche dans la poche de son imperméable et sa main droite pointée vers l'avant, marchant en direction d'un espace entre deux murs formés par les deux dalles. La sculpture présente une inscription latine dont le texte peut être traduit par « lorsqu'il fait beau, vous avez beaucoup d'amis ; quand le ciel est nuageux, vous êtes seuls ». Environ 300 œuvres d'Imre Varga sont maintenant exposées dans neuf pays.
Varga est décédé le 9 décembre 2019 à l'âge de 96 ans.

## Prix et récompenses
- Prix Mihály Munkácsy (1969)
- Prix Kossuth (1973)

## Publication
- (en) Márta Harangozó, Imre Varga, Bálint Ördögh, Judit Ruska, The world of Imre Varga, Kossuth, 2003,  (ISBN 9789630945066)

## Galerie

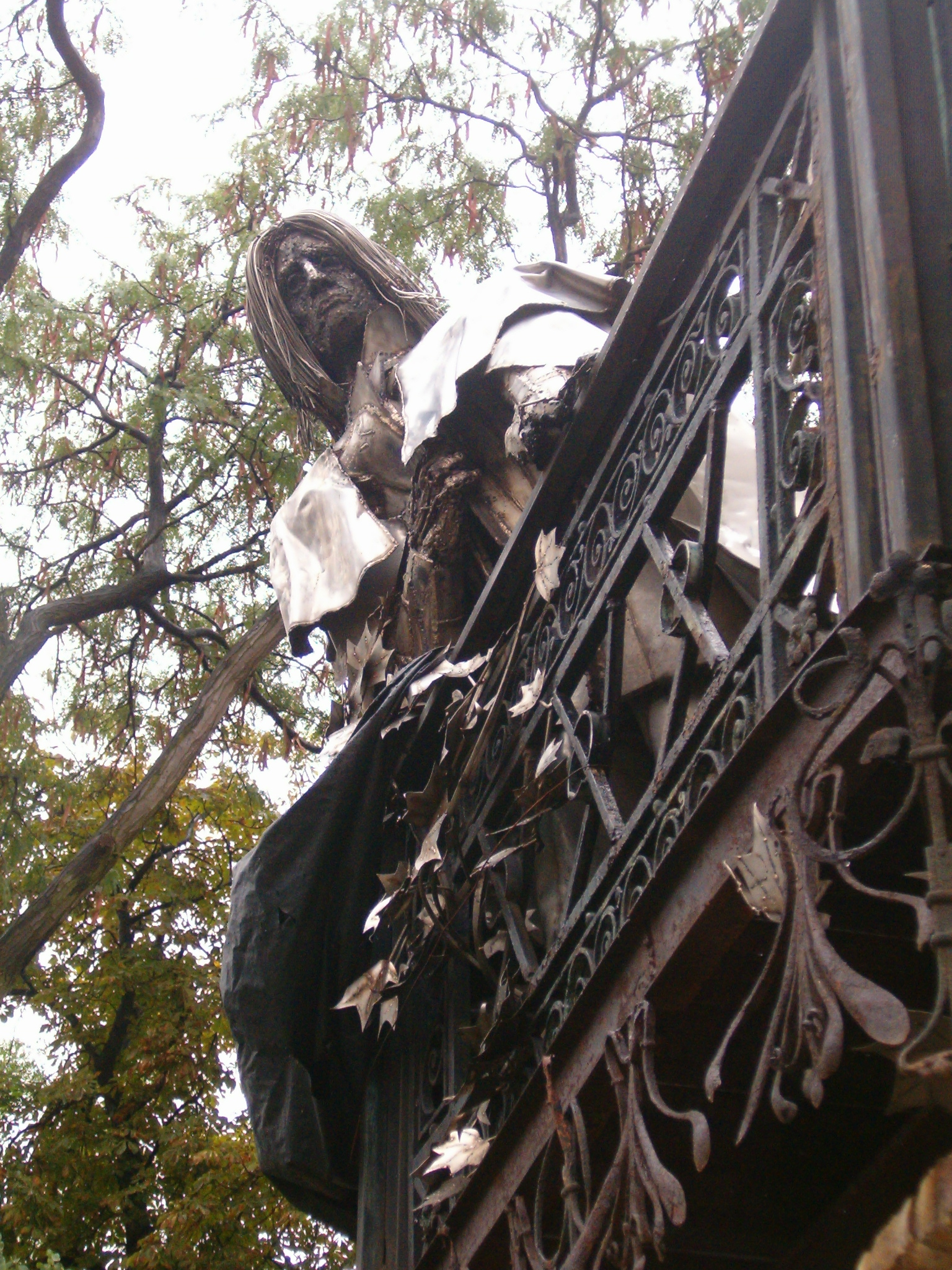
Statue de Franz Liszt.
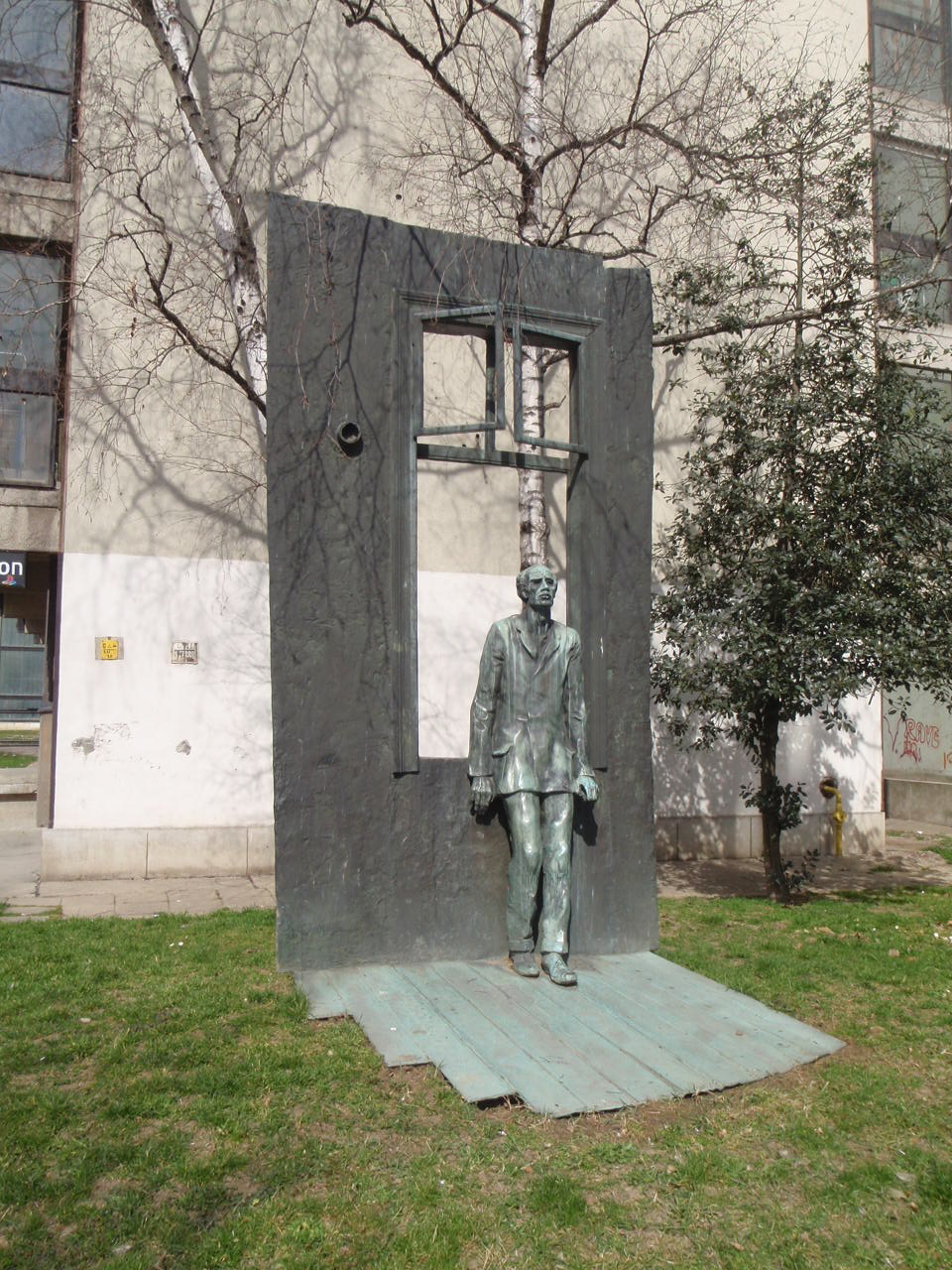
Statue de Gyula Derkovits à Szombathely (1977).
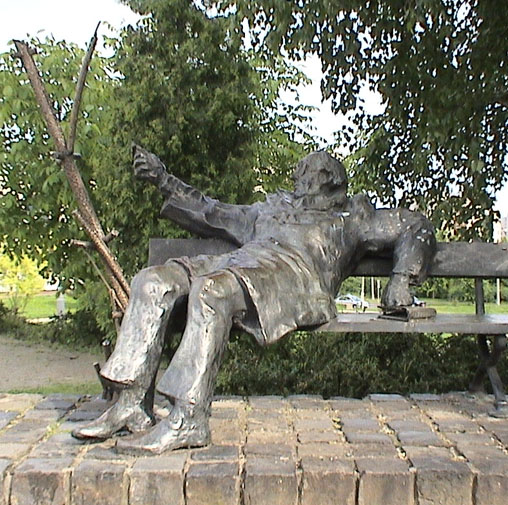
Statue de Lőrinc Szabó à Miskolc.
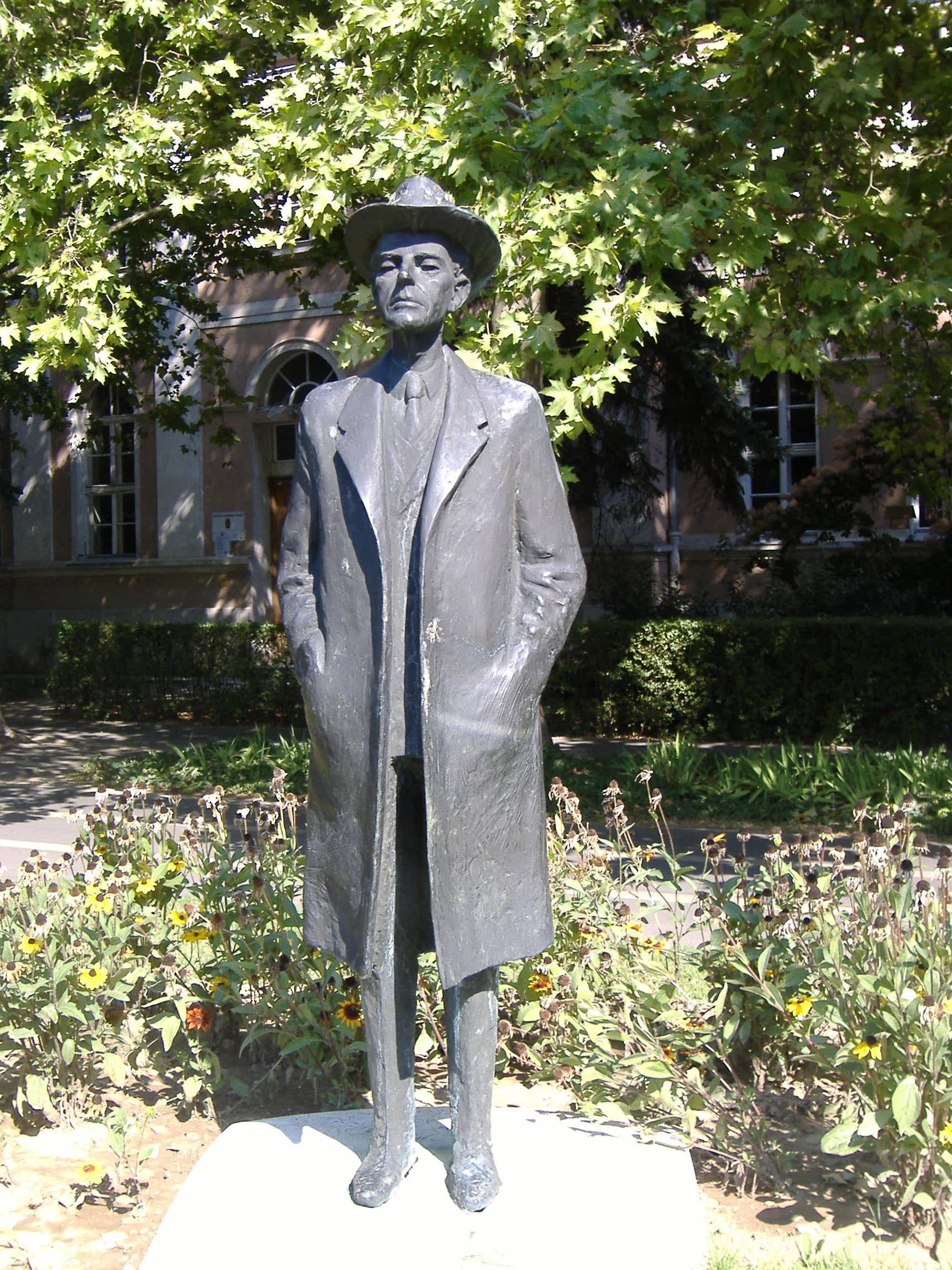
Statue de Béla Bartók à Makó.
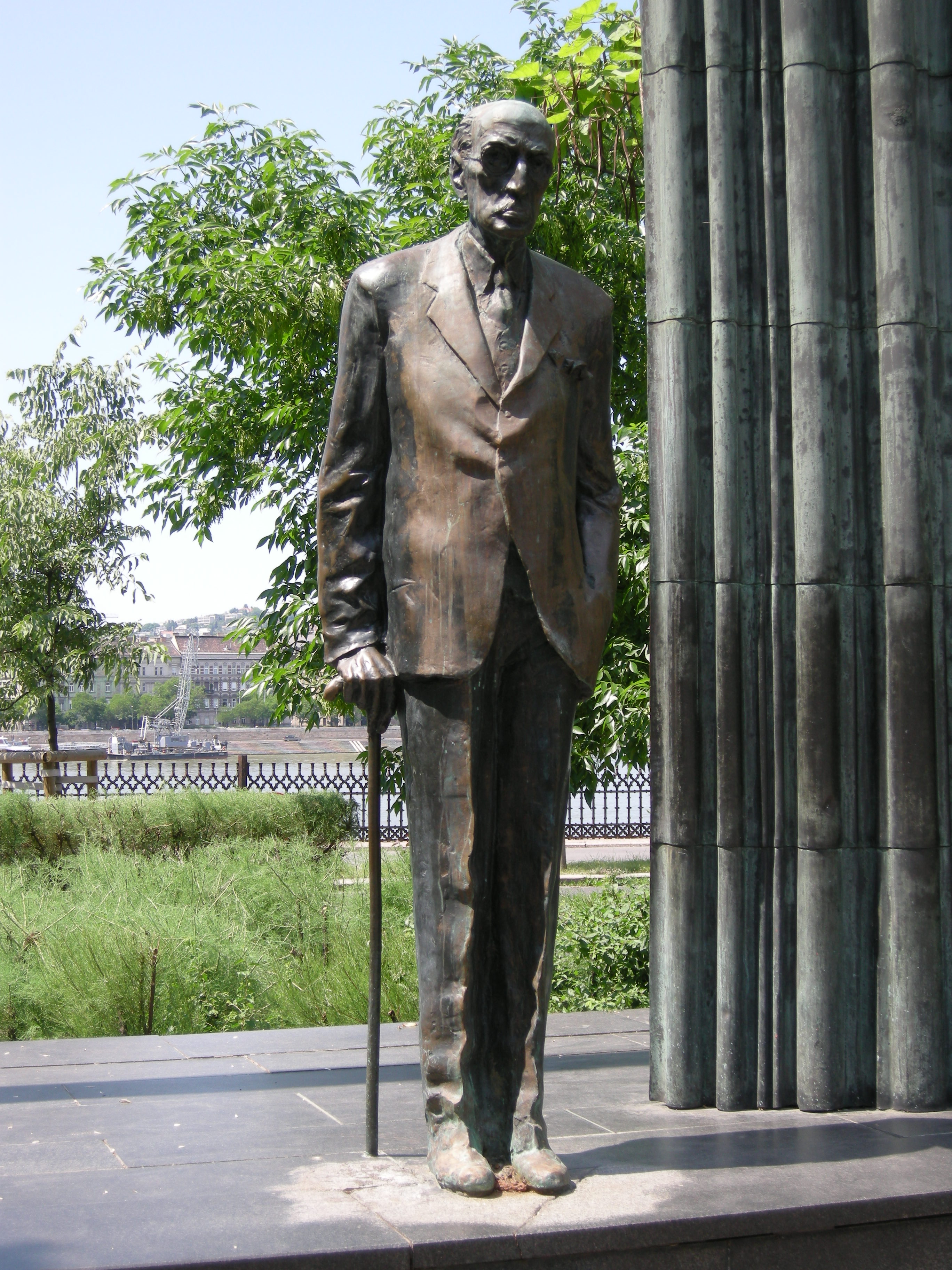
Statue de Mihály Károlyi à Budapest.
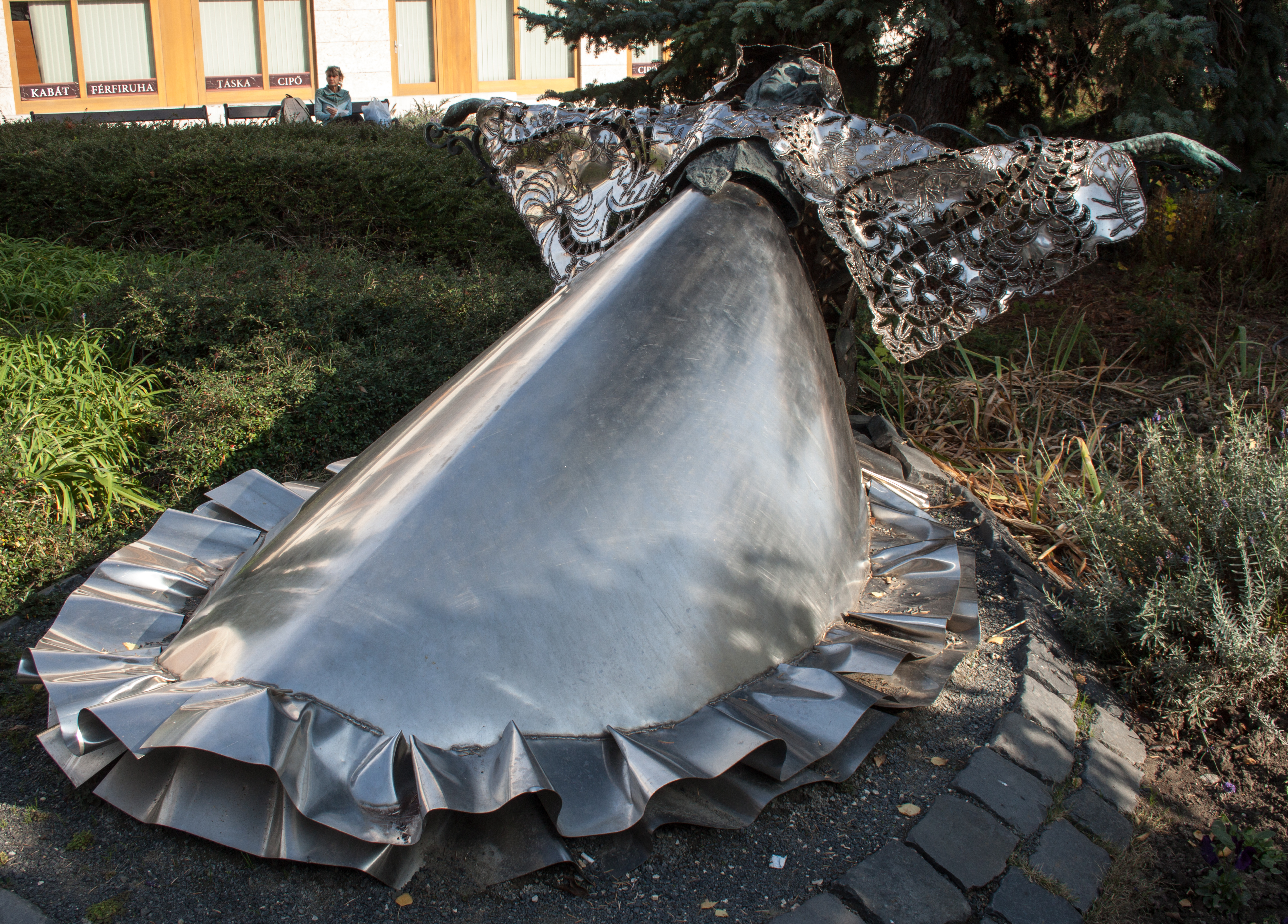
La Charogne à Siófok.
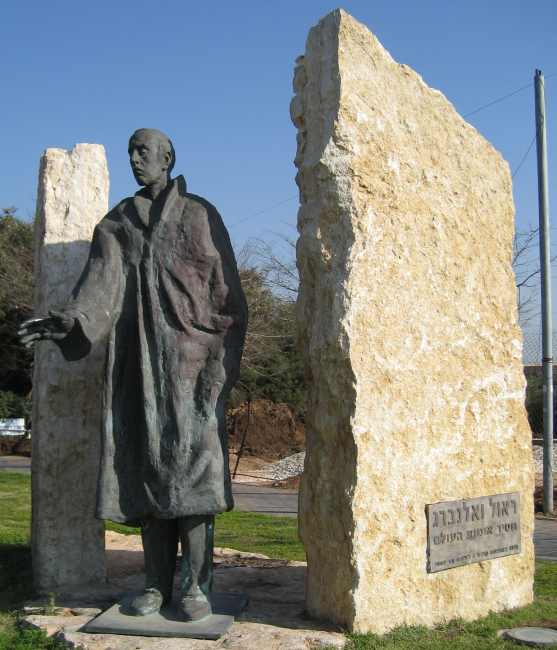
Statue de Raoul Wallenberg dans la rue Wallenberg à Tel-Aviv (Israël).